# Denmoza rhodacantha
Denmoza rhodacantha ist die einzige Pflanzenart der monotypischen Gattung Denmoza in der Familie der Kakteengewächse (Cactaceae). Der botanische Name der Gattung ist ein Anagramm des Namens der argentinischen Provinz Mendoza, dem Fundort der Art. Das Artepitheton rhodacantha leitet sich von den griechischen Worten rhodos für ‚rosenrot‘ sowie akanthos für ‚Dorn‘ ab und verweist auf die Bedornung der Art.

## Beschreibung
Denmoza rhodacantha wächst einzeln und hat kugelförmige bis kurzzylindrische Triebe, die bei einem Durchmesser von 20 bis 30 Zentimeter eine Wuchshöhe von bis zu 1,5 Meter erreichen. Die nicht weniger als 30 Rippen sind bis 1 Zentimeter hoch und an der Basis breit. Die anfangs getrennten Areolen sind später zusammenfließend und bringen bräunlichrote, dann grau werdende Dornen hervor, die an jungen und alte Pflanzen sehr verschiedenartig sind. Der Mitteldorn, der auch fehlen kann, wird 2 bis 3 Zentimeter lang. Die 8 bis 10 pfriemlichen Randdornen sind leicht gebogen. Die Areolen, aus denen die Blüten entspringen, bringen sowohl etliche lange, braune Borsten als auch bis zu 7 Zentimeter lange Dornen hervor.
Die in der Nähe der Triebspitze entstehenden, sich am Tag öffnenden, röhrenförmigen, disymmetrischen Blüten sind scharlachrot. Die für gewöhnlich gebogene Kronröhre ist über dem mit kleinen, angedrückten Schuppen besetzten Perikarpell leicht geweitet. Die auf roten Staubfäden sitzenden Staubbeutel und der Griffel ragen mindestens 10 Millimeter aus der Röhre heraus. Die Nektarkammer wird durch einen Kranz aus zu Haaren zurückgebildeten Staminodien verschlossen.
Die kugelförmigen, mit haarähnlichen Dornenbüscheln besetzten Früchte sind im reifen Zustand trocken und reißen seitwärts von oben her auf. Sie enthalten glänzend schwarzbraune, Samen von etwa 1,3 Millimeter Durchmesser.
Denmoza rhodacantha wird durch Kolibris bestäubt.

## Verbreitung, Systematik und Gefährdung
Denmoza rhodacantha ist im Nordwesten und Westen Argentiniens auf den Osthängen und Vorbergen der Anden in den Provinzen von Mendoza bis nach Salta in Höhenlagen von 800 bis 2800 Metern verbreitet.
Die ersten Pflanzen wurden wahrscheinlich 1821 von John Gilles in der Nähe der Stadt Mendoza entdeckt. Sie erhielten den Namen Cactus coccinea, der jedoch nie gültig beschrieben wurde. Die Erstbeschreibung der Art als Echinocactus rhodacanthus erfolgte 1834 durch Joseph zu Salm-Reifferscheidt-Dyck. Nathaniel Lord Britton und Joseph Nelson Rose stellten 1922 für die Art die Gattung Denmoza auf. Weitere nomenklatorische Synonyme sind Echinopsis rhodacantha (Salm-Dyck) Salm-Dyck (1850), Cleistocactus rhodacanthus (Salm-Dyck) Lem. (1861), Cereus rhodacanthus (Salm-Dyck) F.A.C.Weber (1896) und Pilocereus rhodacanthus Speg. (1905).
Ein Synonym für die Gattung ist Demnosa Frič (1929).
In der Roten Liste gefährdeter Arten der IUCN wird die Art als „Least Concern (LC)“, d. h. als nicht gefährdet geführt.

## Nachweise